# Autochloris simulans
Autochloris simulans là một loài bướm đêm thuộc phân họ Arctiinae, họ Erebidae.